# Bitwa pod Křečem
Bitwa pod Křečem – starcie zbrojne, które miało miejsce 19 sierpnia 1435 roku, ostatnia  bitwa wojen husyckich. W tej bitwie Ulrich II von Rosenberg pokonał niedobitki taborytów w pobliżu wsi Křeč, co położyło kres zdolności taborytów do prowadzenia dalszej walki zbrojnej. Po klęsce pod Křečem radykalni husyci rozpoczęli negocjacje z cesarzem Zygmuntem.